# نوآوری تحول‌آفرین

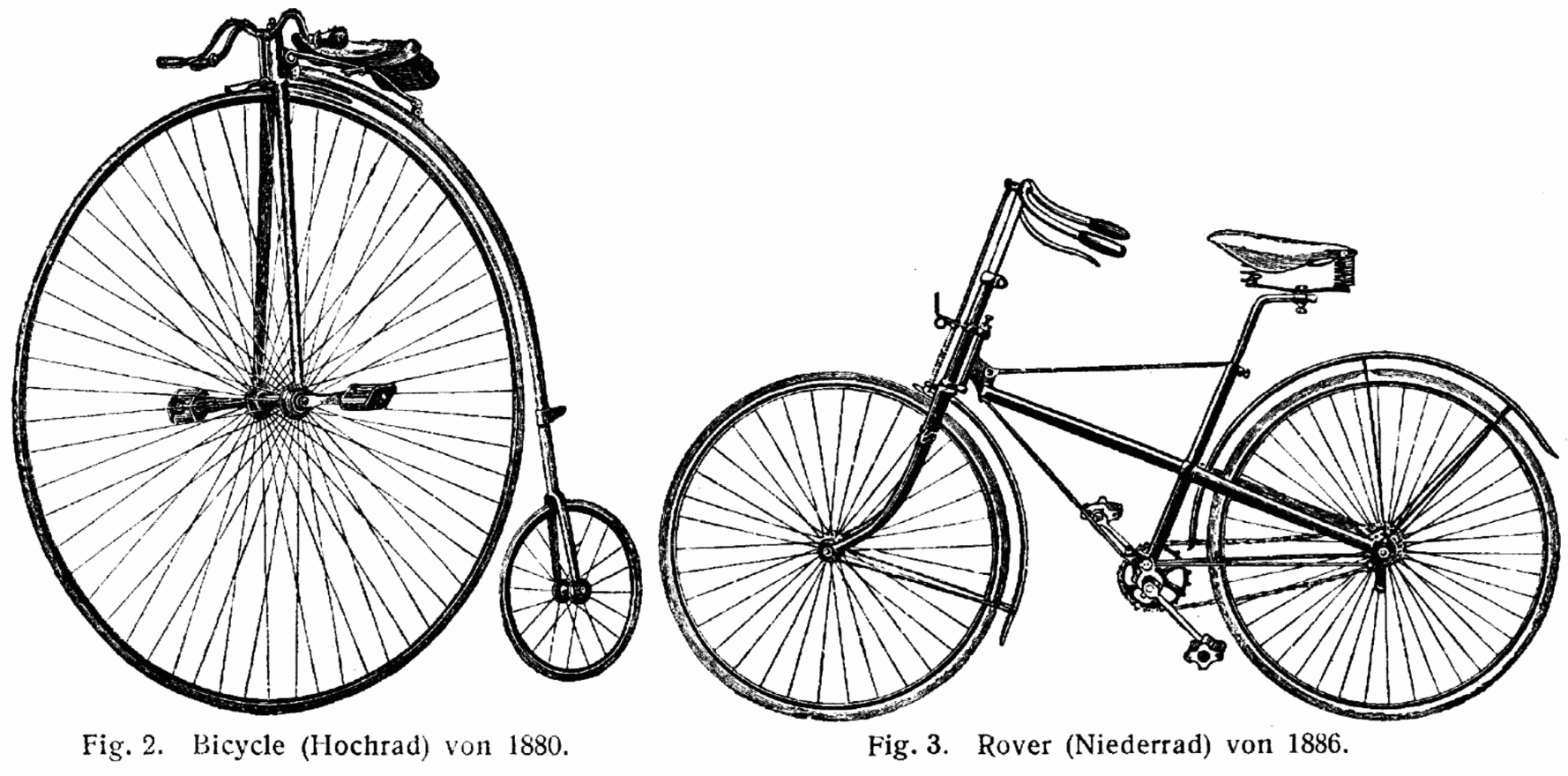
یک پنی-فارتینگ مدل ۱۸۸۰ (چپ) و یک دوچرخه ایمنی روور مدل ۱۸۸۶ با دنده

در اصول کسب‌وکار، نوآوری تحول‌آفرین، نوآوری‌ است که یک بازار و شبکه ارزش جدید ایجاد می‌کند یا در پایین یک بازار موجود وارد می‌شود و در پایان شرکت‌ها، محصولات و اتحادهای پیشرو در بازار را کنار می‌زند. اصطلاح «نوآوری تحول‌آفرین» توسط کلایتون کریستنسن، استاد دانشگاه آمریکایی، و همکارانش از سال ۱۹۹۵ رواج یافت، اما این مفهوم پیش‌تر در کتاب «نوآوری: مزیت مهاجم» نوشته ریچارد ان. فاستر و در مقاله «پاسخ‌های راهبردی به تهدیدات فناوری» و همچنین توسط یوزف شومپیتر در کتاب «سرمایه‌داری، سوسیالیسم و دموکراسی» (به‌عنوان تخریب خلاق) شرح داده شده بود.
همه نوآوری‌ها، حتی اگر انقلابی باشند، انقلابی نیستند. به‌عنوان مثال، نخستین خودروها در اواخر قرن نوزدهم، نوآوری انقلابی نبودند، زیرا خودروهای اولیه، اقلام لوکس گران‌قیمتی بودند که بازار وسایل نقلیه اسبی را مختل نمی‌کردند. بازار ترابری اساساً تا زمان عرضه فورد مدل تی با قیمت پایین‌تر در سال ۱۹۰۸ دست‌نخورده باقی ماند. خودروی تولید انبوه، یک نوآوری انقلابی بود، زیرا بازار ترابری را تغییر داد، درحالیکه سی سال نخست خودروها این کار را نکردند. انتظار می‌رود هوش مصنوعی مولد تأثیر انقلابی بر نحوه تعامل انسان با فناوری داشته باشد. هیجان بسیاری در مورد پتانسیل آن وجود دارد، اما نگرانی‌هایی نیز در مورد تأثیر منفی احتمالی آن بر بازارهای کار در بسیاری از صنایع وجود دارد. با این حال، تأثیرات دنیای واقعی بر بازارهای کار هنوز مشخص نیست.
نوآوری‌های تحول‌آفرین معمولاً توسط افراد بیگانه و کارآفرینان در استارت‌آپ‌ها انجام می‌شوند، نه شرکت‌های پیشرو بازار موجود. محیط کسب‌وکار رهبران بازار به آن‌ها اجازه نمی‌دهد که نوآوری‌های تحول‌آفرین را در آغاز ظهور دنبال کنند، زیرا نخست به اندازه کافی سودآور نیستند و توسعه آن‌ها می‌تواند منابع کمیاب را از نوآوری‌های پایدار (که برای رقابت با رقبای کنونی مورد نیاز هستند) بگیرد. گروه‌های کوچک بیشتر از گروه‌های بزرگ احتمال ایجاد نوآوری‌های تحول‌آفرین را دارند. یک فرآیند تحول‌آفرین می‌تواند نسبت به رویکرد مرسوم، زمان بیشتری برای توسعه نیاز داشته باشد و ریسک مرتبط با آن بیشتر از دیگر گونه‌های نوآوری تدریجی، معماری یا تکاملی است، اما هنگامی که در بازار مستقر می‌شود، نفوذ بسیار سریع‌تر و درجه تأثیر بالاتری بر بازارهای تثبیت‌شده دارد.
فراتر از کسب‌وکار و اقتصاد، نوآوری‌های تحول‌آفرین را می‌توان برای ایجاد تحول در سامانه‌های پیچیده، از جمله جنبه‌های اقتصادی و مرتبط با کسب‌وکار، نیز درنظر گرفت. از طریق شناسایی و تجزیه و تحلیل سامانه‌ها برای نقاط احتمالی مداخله، می‌توان تغییراتی را طراحی کرد که بر مداخلات تحول‌آفرین متمرکز باشند.